# Giro d’Italia 2024/21. Etappe
Die 21. Etappe des Giro d’Italia 2024 fand am 26. Mai 2024 statt. Sie bildete den Abschluss der 107. Austragung des italienischen Etappenrennens. Als Start- und Zielort der 125 Kilometer langen Etappe diente die italienische Hauptstadt Rom. Nach der Etappe hatten die Fahrer die Gesamtdistanz von 3317,2 Kilometern zurückgelegt. Die Organisatoren der Rundfahrt bewerteten die Schwierigkeit der Etappe mit einem von fünf Sternen.
Etappensieger wurde der Belgier Tim Merlier (Soudal Quick-Step) der sich im Massensprint vor Jonathan Milan (Lidl-Trek) und Kaden Groves (Alpecin-Deceuninck) durchsetzte. Der Slowene Tadej Pogačar (UAE Team Emirates) fixierte den Gesamtsieg.

## Streckenverlauf
Der neutralisierte Start erfolgte in Rom im Stadtviertel Esposizione Universale di Roma (EUR) auf der Quadrato della Concordia vor dem Palazzo della Civiltà Italiana. Im Anschluss führte die Strecke auf die Via Cristoforo Colombo, die den Palazzetto dello Sport passiert, ehe das Rennen nach 2,5 Kilometern auf dem Piazzale Venticinque Marzo 1957 freigegeben wurde.
Nach dem offiziellen Start führte die Strecke auf der Via Cristoforo Colombo in Richtung Südwesten zum Tyrrhenischen Meer. In Ostia erreichten die Fahrer beim Fontana dello Zodiaco die Küste, ehe sie bis zum Piazza Sirio fuhren. Hier wendeten die Fahrer und gelangten auf demselben Weg zurück nach Rom. Vorbei am Marconi Obelisk führte die Via Cristoforo Colombo nun durch das Porta Ardeatina in die Innenstadt, die nach 47,2 Kilometern erreicht wurde. Zum Abschluss folgten acht Runden auf einem 9,5 Kilometer langen Rundkurs.
Ausgangspunkt des Rundkurses war die Via di San Gregorio auf der sich der Zielstrich befand. Vorbei am Konstantinsbogen ging es einmal um das Kolosseum, ehe die Fahrer auf der Via dei Fori Imperiali das Forum Romanum passierten. Beim Monumento a Vittorio Emanuele II bog die Strecke am Piazza Venezia links auf die Via del Plebiscito ab. Diese mündete kurz darauf in die Corso Vittorio Emanuele II, die die Fahrer in Richtung Nordwesten zum Ufer des Tiber leitete. Auf ihr wurden mit der Il Gesù, dem Theater des Pompeius, der Sant’Andrea della Valle und der Santa Maria in Vallicella weitere Sehenswürdigkeiten der Stadt passiert. Vor der Ponte Vittorio Emanuele II bogen die Fahrer links auf die Lungotevere dei Fiorentini ab und folgten im Anschluss dem Verlauf des Tibers. Vorbei an der Tiberinsel ging es zum Tempel des Hercules Victor, wo die Fahrt auf der Via del Circo Massimo fortgesetzt wurde. Am Ende des Circus Maximus erreichten die Fahrer die 3-Kilometer-Marke. Nun folgten eine Links und eine Rechtskurve, ehe die Fahrer rechts von der Viale delle Terme di Caracalla auf die Viale Guido Baccelli abbogen. Vorbei an der Balbina von Rom ging es links auf die Viale Guido Baccelli, auf der die Caracalla-Thermen passiert wurden. Rund 1500 Meter vor dem Ziel folgte eine scharfe Linkskurve und die Fahrer gelangten über die Viale delle Terme di Caracalla zurück zum Circus Maximus. Dort bogen sie rund 400 Meter vor dem Ziel auf die gepflasterte Via di San Gregorio ab. Der Zielstrich befand sich auf der Höhe des Portale Vignola, dem Eingangstor zum Palatin.
Am Ende der zweiten und sechsten Runde wurden auf der Ziellinie Zwischensprints bei den Kilometermarken 68 und 106 ausgefahren. Ein weiterer Zwischensprint erfolgte am Ende der vierten Runde auf der Via dei Fori Imperiali bei Kilometer 88,4.
|                       | Ort                          | Kilometer |
| --------------------- | ---------------------------- | --------- |
| neutralisierter Start | Rom (EUR)                    | −2,5      |
| offizieller Start     | Rom (Via Cristoforo Colombo) | 0         |
| Zieldurchfahrt        | Rom (Via di San Gregorio)    | 49        |
| Zieldurchfahrt        | Rom (Via di San Gregorio)    | 58,5      |
| Zwischensprint (S)    | Rom (Via di San Gregorio)    | 68        |
| Zieldurchfahrt        | Rom (Via di San Gregorio)    | 68        |
| Zieldurchfahrt        | Rom (Via di San Gregorio)    | 77,5      |
| Zieldurchfahrt        | Rom (Via di San Gregorio)    | 87        |
| Zwischensprint (I)    | Rom (Via dei Fori Imperiali) | 88,4      |
| Zieldurchfahrt        | Rom (Via di San Gregorio)    | 96,5      |
| Zwischensprint (S)    | Rom (Via di San Gregorio)    | 106       |
| Zieldurchfahrt        | Rom (Via di San Gregorio)    | 106       |
| Zieldurchfahrt        | Rom (Via di San Gregorio)    | 115,5     |
| Ziel                  | Rom (Via di San Gregorio)    | 125       |

## Rennverlauf
Zu Beginn führte das UAE Team Emirates das Fahrerfeld bis nach Ostia und wieder zurück nach Rom. Nachdem sich Domenico Pozzovivo (VF Group-Bardiani CSF-Faizanè) kurz vor der ersten Zielpassage vom Hauptfeld absetzte um sich bei den Zusehern zu verabschieden, kam es rund 70 Kilometer vor dem Ziel auf dem finalen Rundkurs zu den ersten Angriffen. Mit Alex Baudin (Decathlon AG2R La Mondiale), Mikkel Frølich Honoré (EF Education-EasyPost), Ewen Costiou (Arkéa-B&B Hotels) und Martin Marcellusi (VF Group-Bardiani CSF-Faizanè) lösten sich vier Fahrer vom Peloton. Das Quartett konnte jedoch keinen großen Vorsprung herausfahren und wurde schließlich 13 Kilometer vor dem Ziel in der vorletzten Runde eingeholt. Bei den drei Zwischensprints setzten sich mit Martin Marcellusi, Ewen Costiou und Mikkel Frølich Honoré drei unterschiedliche Fahrer der Ausreißergruppe durch.
Kurz nachdem die letzte Runde in Angriff genommen worden war, musste Jonathan Milan (Lidl-Trek) aufgrund eines technischen Defekts sein Rad wechseln und verlor den Kontakt zum Hauptfeld. Der Führende in der Punktewertung lag zwischenzeitlich mehr als 30 Sekunden zurück, konnte jedoch 4,5 Kilometer vor dem Ziel wieder zum Peloton aufschließen. Dank seiner Mannschaftskollegen erreichte er den vorderen Teil des Fahrerfeldes rund zwei Kilometer vor dem Ziel. Rund 200 Meter vor dem Ziel wurde der Sprint eröffnet, in dem sich Tim Merlier (Soudal Quick-Step) vor Jonathan Milan und Kaden Groves (Alpecin-Deceuninck) durchsetzte.
Tadej Pogačar (UAE Team Emirates) fixierte seinen ersten Gesamtsieg beim Giro d’Italia. Sein Vorsprung betrug schlussendlich neun Minuten und 56 Sekunden auf den Kolumbianer Daniel Felipe Martínez (Bora-hansgrohe), der sich 28 Sekunden vor Geraint Thomas (Ineos Grenadiers) durchsetzte. Hinter dem Gesamtvierten Ben O’Connor (Decathlon AG2R La Mondiale) sicherte sich Antonio Tiberi (Bahrain Victorious) den Sieg in der Nachwuchswertung. Tadej Pogačar gewann die Bergwertung, während sich Jonathan Milan in der Punktewertung durchsetzte. In der Mannschaftswertung belegte das französische Decathlon AG2R La Mondiale Team den ersten Rang. Von den 176 Fahrern, die bei der Rundfahrt in Turin gestartet waren, erreichten 142 das Ziel in Rom.

## Ergebnis
| \| Etappenergebnis \| Etappenergebnis \| Etappenergebnis \| Etappenergebnis \| Etappenergebnis \| \| Fahrer \| Fahrer \| Land \| Team \| Zeit \| \| --------------- \| --------------------- \| --------------- \| -------------------------- \| --------------- \| \| 1. \| Tim Merlier \| Belgien \| Soudal Quick-Step \| 2 h 51 min 50 s \| \| 2. \| Jonathan Milan \| Italien \| Lidl-Trek \| + 0 s \| \| 3. \| Kaden Groves \| Australien \| Alpecin-Deceuninck \| + 0 s \| \| 4. \| Fernando Gaviria \| Kolumbien \| Movistar Team \| + 0 s \| \| 5. \| Tim van Dijke \| Niederlande \| Team Visma \\| Lease a Bike \| + 0 s \| \| 6. \| Stanisław Aniołkowski \| Polen \| Cofidis \| + 0 s \| \| 7. \| Alberto Dainese \| Italien \| Tudor Pro Cycling Team \| + 0 s \| \| 8. \| Giovanni Lonardi \| Italien \| Team Polti Kometa \| + 0 s \| \| 9. \| Caleb Ewan \| Australien \| Team Jayco AlUla \| + 0 s \| \| 10. \| Donavan Grondin \| Frankreich \| Arkéa-B&B Hotels \| + 0 s \| |                       |             |                            |                 |
| |                       |             |                            |                 |
| Quellen: ProCyclingStats Cycling Quotient |                       |             |                            |                 |
| Etappenergebnis |                       |             |                            |                 |
| Fahrer | Fahrer                | Land        | Team                       | Zeit            |
| 1. | Tim Merlier           | Belgien     | Soudal Quick-Step          | 2 h 51 min 50 s |
| 2. | Jonathan Milan        | Italien     | Lidl-Trek                  | + 0 s           |
| 3. | Kaden Groves          | Australien  | Alpecin-Deceuninck         | + 0 s           |
| 4. | Fernando Gaviria      | Kolumbien   | Movistar Team              | + 0 s           |
| 5. | Tim van Dijke         | Niederlande | Team Visma \| Lease a Bike | + 0 s           |
| 6. | Stanisław Aniołkowski | Polen       | Cofidis                    | + 0 s           |
| 7. | Alberto Dainese       | Italien     | Tudor Pro Cycling Team     | + 0 s           |
| 8. | Giovanni Lonardi      | Italien     | Team Polti Kometa          | + 0 s           |
| 9. | Caleb Ewan            | Australien  | Team Jayco AlUla           | + 0 s           |
| 10. | Donavan Grondin       | Frankreich  | Arkéa-B&B Hotels           | + 0 s           |

## Gesamtstände
| \| Gesamtwertung \| Gesamtwertung \| Gesamtwertung \| Gesamtwertung \| Gesamtwertung \| \| Fahrer \| Fahrer \| Land \| Team \| Zeit \| \| ------------- \| ---------------------- \| ---------------------- \| -------------------------- \| ---------------- \| \| 1. \| Tadej Pogačar \| Slowenien \| UAE Team Emirates \| 79 h 14 min 03 s \| \| 2. \| Daniel Felipe Martínez \| Kolumbien \| Bora-Hansgrohe \| + 9 min 56 s \| \| 3. \| Geraint Thomas \| Vereinigtes Königreich \| Ineos Grenadiers \| + 10 min 24 s \| \| 4. \| Ben O’Connor \| Australien \| Decathlon-AG2R La Mondiale \| + 12 min 07 s \| \| 5. \| Antonio Tiberi \| Italien \| Bahrain Victorious \| + 12 min 49 s \| \| 6. \| Thymen Arensman \| Niederlande \| Ineos Grenadiers \| + 14 min 31 s \| \| 7. \| Einer Rubio \| Kolumbien \| Movistar Team \| + 15 min 52 s \| \| 8. \| Jan Hirt \| Tschechien \| Soudal Quick-Step \| + 18 min 05 s \| \| 9. \| Romain Bardet \| Frankreich \| Team dsm-firmenich PostNL \| + 20 min 32 s \| \| 10. \| Michael Storer \| Australien \| Tudor Pro Cycling Team \| + 21 min 11 s \| |                        |                        |                            |                  |
| |                        |                        |                            |                  |
| Quellen: ProCyclingStats Cycling Quotient |                        |                        |                            |                  |
| Gesamtwertung |                        |                        |                            |                  |
| Fahrer | Fahrer                 | Land                   | Team                       | Zeit             |
| 1. | Tadej Pogačar          | Slowenien              | UAE Team Emirates          | 79 h 14 min 03 s |
| 2. | Daniel Felipe Martínez | Kolumbien              | Bora-Hansgrohe             | + 9 min 56 s     |
| 3. | Geraint Thomas         | Vereinigtes Königreich | Ineos Grenadiers           | + 10 min 24 s    |
| 4. | Ben O’Connor           | Australien             | Decathlon-AG2R La Mondiale | + 12 min 07 s    |
| 5. | Antonio Tiberi         | Italien                | Bahrain Victorious         | + 12 min 49 s    |
| 6. | Thymen Arensman        | Niederlande            | Ineos Grenadiers           | + 14 min 31 s    |
| 7. | Einer Rubio            | Kolumbien              | Movistar Team              | + 15 min 52 s    |
| 8. | Jan Hirt               | Tschechien             | Soudal Quick-Step          | + 18 min 05 s    |
| 9. | Romain Bardet          | Frankreich             | Team dsm-firmenich PostNL  | + 20 min 32 s    |
| 10. | Michael Storer         | Australien             | Tudor Pro Cycling Team     | + 21 min 11 s    |

| Punktewertung | Punktewertung         | Punktewertung | Punktewertung                 | Punktewertung |
| Fahrer        | Fahrer                | Land          | Team                          | Punkte        |
| ------------- | --------------------- | ------------- | ----------------------------- | ------------- |
| 1.            | Jonathan Milan        | Italien       | Lidl-Trek                     | 352 P.        |
| 2.            | Kaden Groves          | Australien    | Alpecin-Deceuninck            | 225 P.        |
| 3.            | Tim Merlier           | Belgien       | Soudal Quick-Step             | 193 P.        |
| 4.            | Julian Alaphilippe    | Frankreich    | Soudal Quick-Step             | 132 P.        |
| 5.            | Tadej Pogačar         | Slowenien     | UAE Team Emirates             | 126 P.        |
| 6.            | Andrea Pietrobon      | Italien       | Team Polti Kometa             | 117 P.        |
| 7.            | Filippo Fiorelli      | Italien       | VF Group-Bardiani CSF-Faizanè | 116 P.        |
| 8.            | Davide Ballerini      | Italien       | Astana Qazaqstan Team         | 84 P.         |
| 9.            | Jhonatan Narváez      | Ecuador       | Ineos Grenadiers              | 80 P.         |
| 10.           | Stanisław Aniołkowski | Polen         | Cofidis                       | 78 P.         |

| Bergwertung | Bergwertung             | Bergwertung | Bergwertung                   | Bergwertung |
| Fahrer      | Fahrer                  | Land        | Team                          | Punkte      |
| ----------- | ----------------------- | ----------- | ----------------------------- | ----------- |
| 1.          | Tadej Pogačar           | Slowenien   | UAE Team Emirates             | 270 P.      |
| 2.          | Giulio Pellizzari       | Italien     | VF Group-Bardiani CSF-Faizanè | 206 P.      |
| 3.          | Georg Steinhauser       | Deutschland | EF Education-EasyPost         | 153 P.      |
| 4.          | Nairo Quintana          | Kolumbien   | Movistar Team                 | 114 P.      |
| 5.          | Julian Alaphilippe      | Frankreich  | Soudal Quick-Step             | 101 P.      |
| 6.          | Daniel Felipe Martínez  | Kolumbien   | Bora-Hansgrohe                | 81 P.       |
| 7.          | Simon Geschke           | Deutschland | Cofidis                       | 78 P.       |
| 8.          | Valentin Paret-Peintre  | Frankreich  | Decathlon-AG2R La Mondiale    | 59 P.       |
| 9.          | Romain Bardet           | Frankreich  | Team dsm-firmenich PostNL     | 47 P.       |
| 10.         | Amanuel Ghebreigzabhier | Eritrea     | Lidl-Trek                     | 42 P.       |

| Nachwuchswertung | Nachwuchswertung       | Nachwuchswertung   | Nachwuchswertung           | Nachwuchswertung  |
| Fahrer           | Fahrer                 | Land               | Team                       | Zeit              |
| ---------------- | ---------------------- | ------------------ | -------------------------- | ----------------- |
| 1.               | Antonio Tiberi         | Italien            | Bahrain Victorious         | 79 h 26 min 52 s  |
| 2.               | Thymen Arensman        | Niederlande        | Ineos Grenadiers           | + 1 min 42 s      |
| 3.               | Filippo Zana           | Italien            | Team Jayco AlUla           | + 11 min 10 s     |
| 4.               | Davide Piganzoli       | Italien            | Team Polti Kometa          | + 19 min 34 s     |
| 5.               | Valentin Paret-Peintre | Frankreich         | Decathlon-AG2R La Mondiale | + 30 min 37 s     |
| 6.               | Alex Baudin            | Frankreich         | Decathlon-AG2R La Mondiale | + 47 min 58 s     |
| 7.               | Giovanni Aleotti       | Italien            | Bora-Hansgrohe             | + 1 h 00 min 14 s |
| 8.               | Edoardo Zambanini      | Italien            | Bahrain Victorious         | + 1 h 13 min 07 s |
| 9.               | Kevin Vermaerke        | Vereinigte Staaten | Team dsm-firmenich PostNL  | + 1 h 20 min 52 s |
| 10.              | Mauri Vansevenant      | Belgien            | Soudal Quick-Step          | + 1 h 34 min 54 s |

| Mannschaftswertung | Mannschaftswertung            | Mannschaftswertung           | Mannschaftswertung |
| Team               | Team                          | Land                         | Zeit               |
| ------------------ | ----------------------------- | ---------------------------- | ------------------ |
| 1.                 | Decathlon-AG2R La Mondiale    | Frankreich                   | 238 h 30 min 07 s  |
| 2.                 | Ineos Grenadiers              | Vereinigtes Königreich       | + 44 min 23 s      |
| 3.                 | UAE Team Emirates             | Vereinigte Arabische Emirate | + 1 h 01 min 50 s  |
| 4.                 | Bahrain Victorious            | Bahrain                      | + 1 h 20 min 25 s  |
| 5.                 | Movistar Team                 | Spanien                      | + 1 h 51 min 00 s  |
| 6.                 | Astana Qazaqstan Team         | Kasachstan                   | + 1 h 58 min 31 s  |
| 7.                 | VF Group-Bardiani CSF-Faizané | Italien                      | + 2 h 16 min 59 s  |
| 8.                 | Team dsm-firmenich PostNL     | Niederlande                  | + 2 h 18 min 50 s  |
| 9.                 | Bora-Hansgrohe                | Deutschland                  | + 2 h 45 min 37 s  |
| 10.                | Soudal Quick-Step             | Belgien                      | + 2 h 59 min 42 s  |